# Wij zijn Nederland (politieke partij)
Wij zijn Nederland is een Nederlandse nationalistische politieke partij. De partij deed mee aan de Tweede Kamerverkiezingen 2021 en behaalde geen zetel.

## Geschiedenis
De partij Wij zijn Nederland werd in 2020 opgericht door Erwin Versteeg die tevens partijvoorzitter en lijsttrekker werd. Versteeg was in 2018 namens de PVV verkozen in de gemeenteraad van Enschede maar ging datzelfde jaar verder als onafhankelijk raadslid. Hij was actief binnen Identitair Nederland (IDNL). Vanwege deze raakvlakken met de identitaire beweging wordt de partij ook aangeduid als extreemrechts. Wij zijn Nederland heeft 'de nationale identiteit' als kernwaarde.
Wij zijn Nederland nam deel aan de Tweede Kamerverkiezingen 2021 in zes kieskringen en behaalde in totaal 553 stemmen, onvoldoende voor een zetel.